# The Bridge: A Tribute to Neil Young
The Bridge: A Tribute to Neil Young es un álbum recopilatorio de varios artistas versionando canciones compuestas por el músico canadiense Neil Young. Parte de los beneficios por la venta del álbum fueron donados a The Bridge School, que desarrolla y usa tecnologías para ayudar al aprendizaje de niños con discapacidades. Fue publicado por la compañía discográfica Caroline Records y concebido por el productor ejecutivo Terry Tolkin. 

## Lista de canciones
1. "Barstool Blues" – Soul Asylum – 2:51
2. "Don't Let It Bring You Down" – Victoria Williams – 2:53
3. "After the Gold Rush" – The Flaming Lips – 4:14
4. "Captain Kennedy" – Nikki Sudden – 4:01
5. "Cinnamon Girl" – Loop – 2:50
6. "Helpless" – Nick Cave – 4:32
7. "Winterlong" – Pixies – 3:11
8. "Computer Age" – Sonic Youth – 5:13
9. "Only Love Can Break Your Heart" – Psychic TV – 6:08
10. "Lotta Love" – Dinosaur Jr. – 2:41
11. "The Needle and the Damage Done"/"Tonight's the Night" – Henry Kaiser – 5:54
12. "Mr. Soul" – Bongwater – 3:30
13. "My My, Hey Hey (Out of the Blue)" - B.A.L.L. – 2:16
14. "Words (Between The Lines Of Age)" - Henry Kaiser – 6:19